# Patrioci Rosji
Patrioci Rosji (ros. Патриоты России, Patrioty Rossii) – rosyjska lewicowo-narodowa partia polityczna.

## Historia
Została założona w kwietniu 2005 roku przez Giennadija Siemigina, który został wyrzucony z Komunistycznej Partii Federacji Rosyjskiej po przegranej w walce o władzę z Giennadijem Ziuganowem. W 2006 Giennadij Siemigin i jego kolejna partia przyłączyła się do frakcji Rodina w Dumie. Po utworzeniu Sprawiedliwej Rosji październiku 2006, partia „Patrioci Rosji” ogłosiła samodzielny start w wyborach w 2007. W wyborach w 2007 ugrupowanie uzyskało 0,89 procenta poparcia. W 2011 natomiast 0,97 procenta.
W 2008 roku Partia Odrodzenia Rosji, kierowana przez Giennadija Sielezniowa, połączyła się z „Patriotami Rosji”.
Patrioci Rosji jest ugrupowaniem o profilu lewicowo-narodowym i socjalistycznym. W sprawach polityki zagranicznej, sprzeciwia się wpływom NATO i Stanów Zjednoczonych.